# Hockey is Diversity
Hockey is Diversity ist ein deutscher gemeinnütziger Verein. Vereinszweck ist die Integration in Deutschland.

## Gründungsgeschichte
Hockey is Diversity (HiD) ist ein gemeinnütziger Verein mit Sitz in Berlin und wurde im Jahr 2010 von Dr. Martin Hyun und Peter Goldbach ins Leben gerufen. Als koreanischstämmiger Spieler hatte Hyun bereits während seiner gesamten Eishockey-Karriere mit Rassismus zu kämpfen, angefangen vom Bambini- bis hin zum Profi-Bereich. Hyun war der erste koreanischstämmige Spieler in der DEL. Nach seinem Rücktritt vom aktiven Sport im Jahr 2005 dauerte es fünf Jahre, bis Hyun den Weg zurück zum Eishockey fand. Gemeinsam mit seinem Freund Peter Goldbach, der tschechische Wurzeln hat, beschlossen sie, Hockey is Diversity zu gründen, um Eishockey zu einem inklusiven Ort zu machen.
Die Ziele von Hockey is Diversity sind klar definiert: Der Verein setzt sich für die Förderung von Vielfalt und Inklusion im Eishockeysport ein. Durch verschiedene Projekte und Initiativen strebt Hockey is Diversity an, Barrieren abzubauen und allen Menschen, unabhängig von ihrer Herkunft, ihrem Geschlecht, ihrer sexuellen Orientierung oder ihren körperlichen Fähigkeiten, den Zugang zum Eishockey zu ermöglichen. Der Verein arbeitet eng mit verschiedenen Organisationen, Vereinen und Institutionen zusammen, um die Vielfalt im Eishockey zu fördern und ein unterstützendes Umfeld für alle Spielerinnen und Spieler zu schaffen. Durch Aufklärungsarbeit, Sensibilisierungskampagnen und die Organisation von Veranstaltungen strebt Hockey is Diversity an, ein Bewusstsein für die Bedeutung von Vielfalt und Inklusion im Sport zu schaffen und einen positiven Wandel in der Eishockeygemeinschaft herbeizuführen.

## Profil

### Arbeitsweise
Hockey is Diversity engagiert sich aktiv in verschiedenen Projekten, um Vielfalt und Inklusion im Eishockeysport zu fördern. Neben der materiellen Unterstützung von Spielerinnen und Spielern, die diese benötigen, legt der Verein einen starken Fokus auf Bildungs- und Sensibilisierungsarbeit zum Thema Rassismus und Diskriminierung. Diese Arbeit hat eine große Bedeutung und wird mittlerweile international durch Kooperationen mit dem Österreichischen Eishockey Verband und dem Englischen Eishockey Verband vorangetrieben. Zudem werden Spielerinnen und Players of Color bei ihrer Weiterentwicklung gefördert, ebenso wie Coaches of Color finanziell und ideell bei der Erlangung von Coaching-Zertifikaten unterstützt. Seit 2004 veranstaltet der Verein außerdem ein jährlich stattfindendes internationales U17 Hockey is Diversity Turnier. Insgesamt führt Hockey is Diversity rund 13 Projekte ehrenamtlich durch, um seine Ziele zu erreichen und den Eishockeysport zu einem inklusiven und vielfältigen Umfeld für alle zu machen.

### Finanzierung
Der Verein finanziert sich überwiegend aus Privatmitteln, Fördermitgliedschaften und Sponsoren.

### Projekte

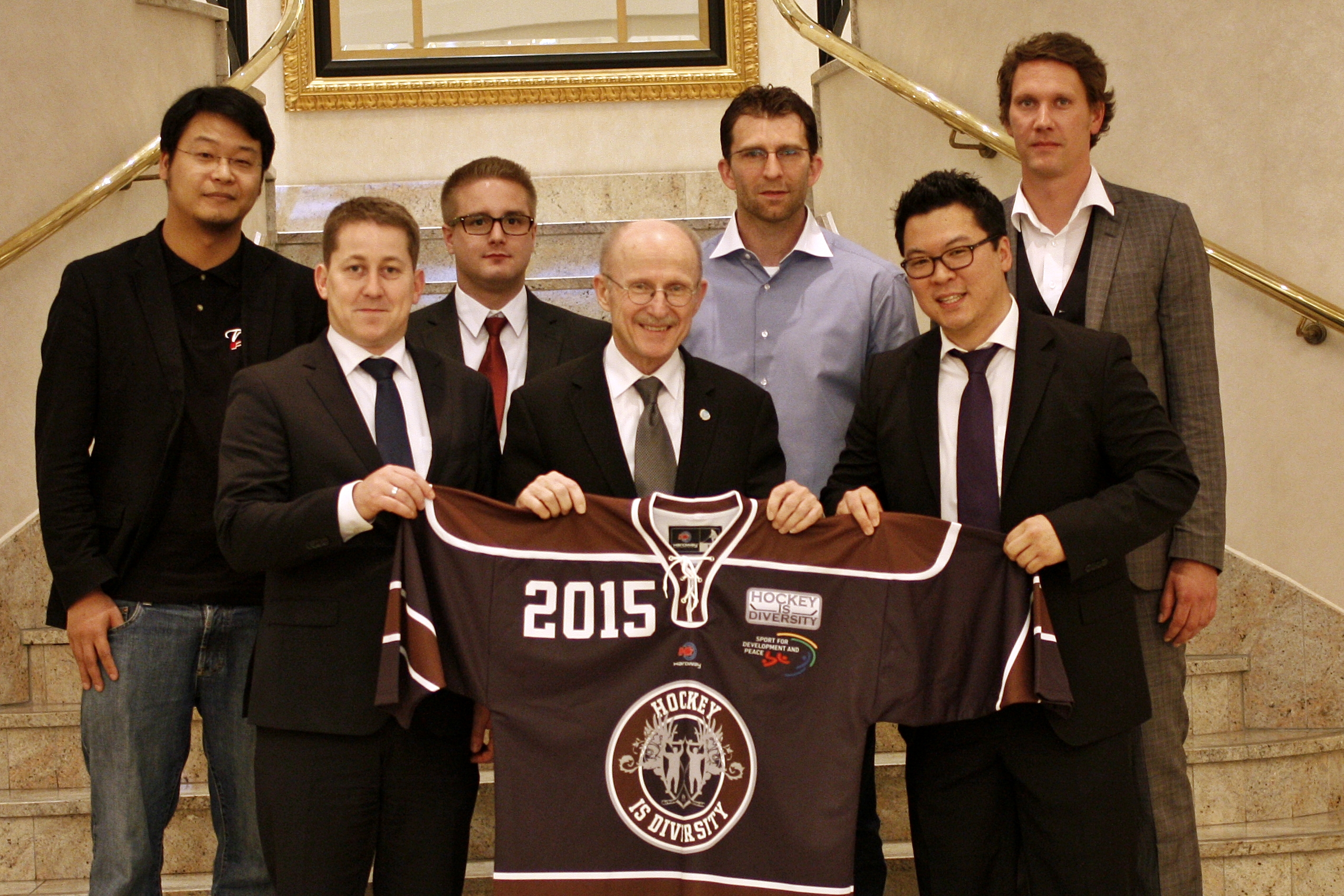
UNO-Sonderberater für Sport und Entwicklung Willi Lemke erhält von Hockey is Diversity-Botschaftern ein Trikot

Hockey is Diversity engagiert sich leidenschaftlich dafür, Vielfalt und Inklusion im Eishockeysport zu fördern. Der Verein setzt seine Mission in verschiedenen Projekten um, die darauf abzielen, Barrieren abzubauen und allen Menschen, unabhängig von ihrer Herkunft, ihrem Geschlecht, ihrer sexuellen Orientierung oder ihren körperlichen Fähigkeiten, den Zugang zum Eishockey zu ermöglichen. Dazu gehört neben der materiellen Unterstützung von Spielern auch die Bildungs- und Sensibilisierungsarbeit zum Thema Rassismus und Diskriminierung. Durch Kooperationen mit nationalen und internationalen Verbänden sowie die Organisation von Veranstaltungen wie dem jährlichen U17 Hockey is Diversity Turnier schafft der Verein Plattformen für den interkulturellen Austausch und setzt sich für eine vielfältige und inklusive Eishockeygemeinschaft ein.

### Kooperation mit der Deutschen Eishockey Liga (DEL)
Im Jahr 2021 ging Hockey is Diversity eine Partnerschaft mit der Deutschen Eishockey Liga (DEL) ein, nachdem es zu einem rassistischen Vorfall in der Liga gekommen war. Der Vorfall betraf die Spieler Sena Acolatse von den Straubing Tigers und Daniel Pietta vom ERC Ingolstadt. Pietta zeigte eine Affengeste gegenüber dem schwarzen Spieler Acolatse, was zu öffentlicher Empörung und Forderungen nach Maßnahmen zur Bekämpfung von Rassismus im Eishockeysport führte. Infolgedessen arbeitete Hockey is Diversity eng mit der DEL zusammen, um Maßnahmen zur Sensibilisierung, Aufklärung und Förderung von Vielfalt und Inklusion im Eishockey voranzutreiben.

### Hockey is Diversity Spieltage
Gemeinsam mit den Profi-Teams Selber Wölfe, Eisbären Regensburg und Krefeld Pinguine wurden Hockey is Diversity Spieltage durchgeführt, um ein Zeichen gegen Rassismus und Diskriminierung im Sport zu setzen. Diese Spieltage dienten dazu, die Botschaft zu verbreiten, dass solche Verhaltensweisen im Eishockeysport keinen Platz haben. Durch die Zusammenarbeit mit den Teams wurden die Spieltage zu Gelegenheiten, um die Bedeutung von Respekt und Fairplay zu betonen und die Eishockeygemeinschaft für das Thema zu sensibilisieren.

## Prominente Botschafter

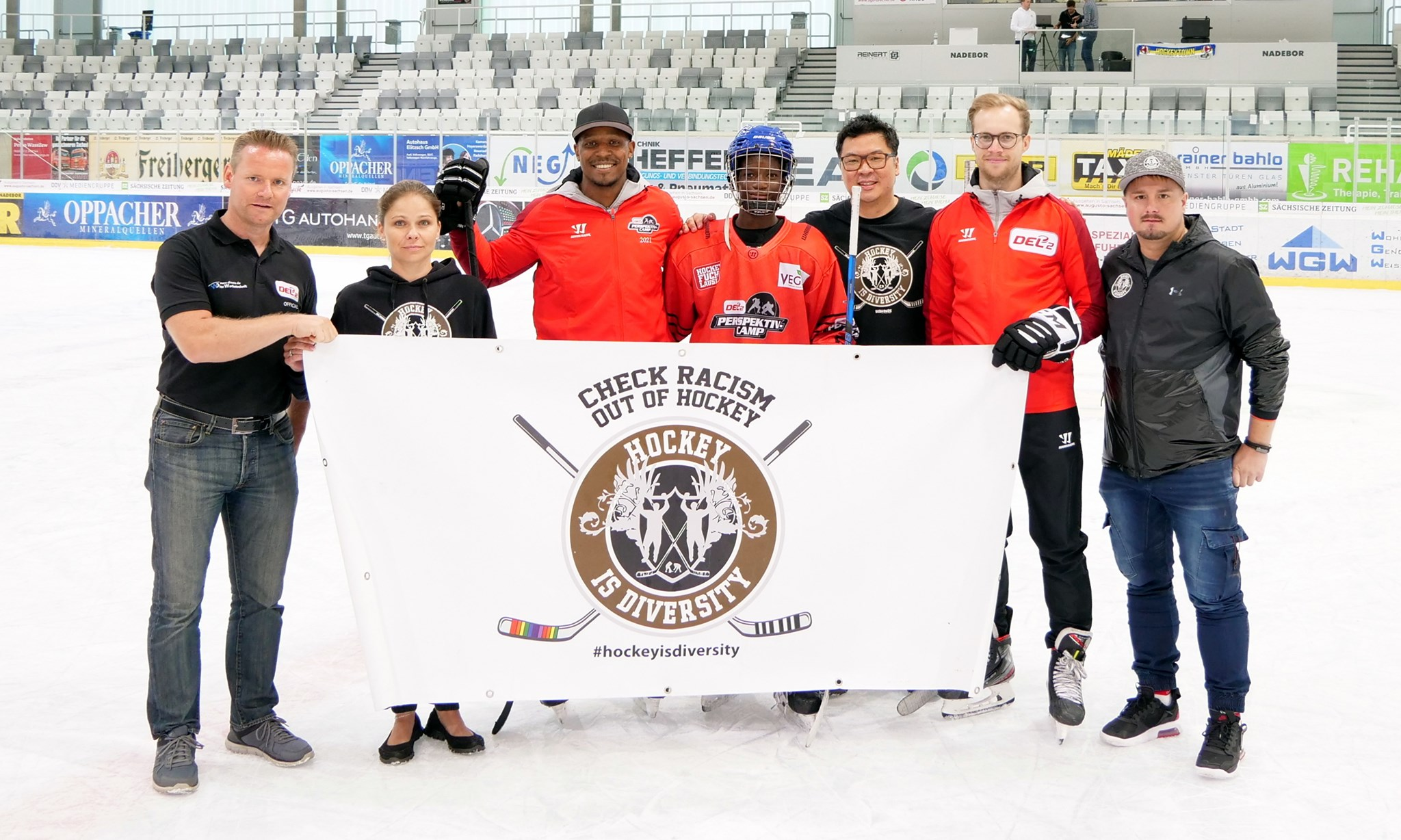
Hockey is Diversity

- Miriam Thimm, ehemalige Eishockey-Nationalspielerin
- Tino Boos, ehemaliger Eishockey-Nationalspieler
- Jörg Wedde, Para-Eishockey-Nationalspieler

## Prominente Eishockey-Botschafter

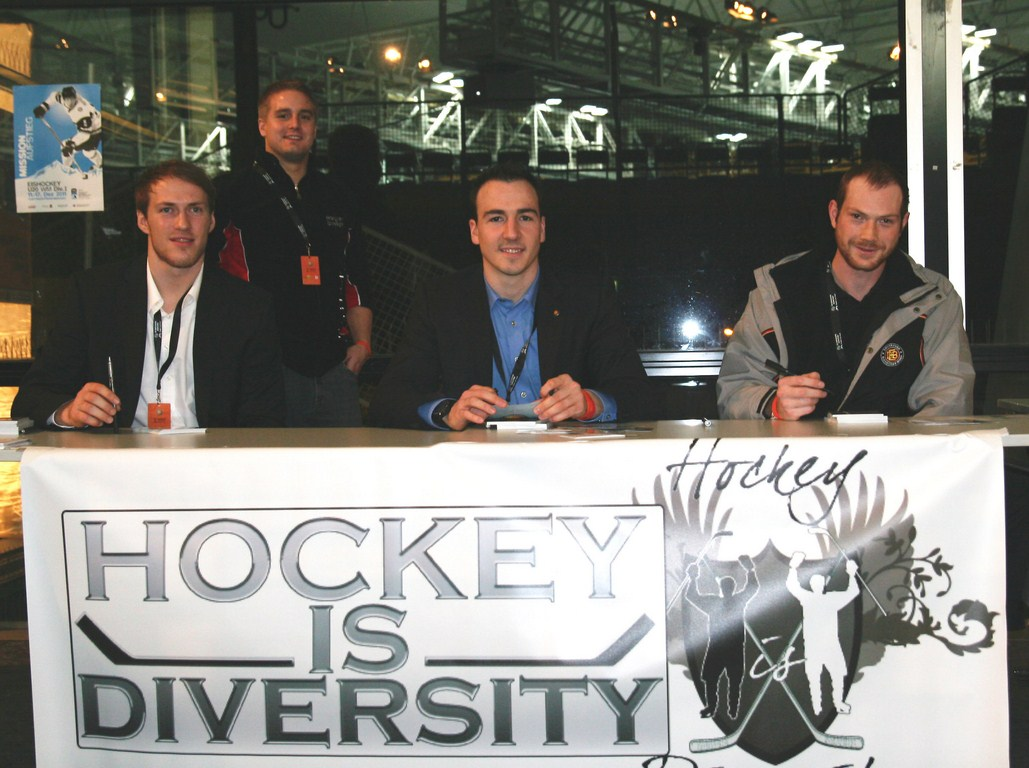
Nationalspieler Benedikt Schopper, Simon Danner und Danny aus den Birken geben Autogramme

- Dieter Frenzel, Rekordnationalspieler
- Maren Valenti, Ex-Nationalspielerin und erste Frau in der DEL
- Sinan Akdağ, Nationalspieler der Düsseldorfer EG
- Patrick Reimer, Ex-Nationalspieler der Nürnberg Ice Tigers
- Uwe Krupp, Eishockey-Trainer, Ex-NHL Spieler
- Sebastian Elwing, Ex-DEL-Torwart und Torwarttrainer
- Colin Ugbekile, Nationalspieler und Verteidiger der Iserlohn Roosters